# Løjt Kirkeby
Løjt Kirkeby är en tätort i Åbenrå kommun i Region Syddanmark i Danmark. Tätorten har 2 375 invånare (2024). Den ligger på Jylland, cirka 5,5 kilometer nordost om Åbenrå.